# Гочалковіце-Здруй (гміна)
Гміна Гочалковіце-Здруй (пол. Gmina Goczałkowice-Zdrój) — сільська гміна у південній Польщі. Належить до Пщинського повіту Сілезького воєводства.
Станом на 31 грудня 2011 у гміні проживало 6593 особи.

## Територія
Згідно з даними за 2007 рік площа гміни становила 48.64 км², у тому числі:
- орні землі: 18.00%
- ліси: 2.00%

Таким чином, площа гміни становить 10.27% площі повіту.

## Населення
Станом на 31 грудня 2011:
| Опис     | Загалом | Загалом | Чоловіки | Чоловіки | Жінки | Жінки |
| -------- | ------- | ------- | -------- | -------- | ----- | ----- |
| одиниця  | осіб    | %       | осіб     | %        | осіб  | %     |
| все      | 6593    | 100     | 3188     | 48.35    | 3405  | 51.65 |
| міське   | 0       | 100     | 0        |          | 0     |       |
| сільське | 6593    | 100     | 3188     | 48.35    | 3405  | 51.65 |

## Сусідні гміни
Гміна Гочалковіце-Здруй межує з такими гмінами: Пщина, Струмень, Хибе, Чеховіце-Дзедзіце.